# Ярослав Святополчич
Яросла́в Святопо́лчич (Яросла́вец; возможное крестильное имя — Иоанн; ок. 1072/1076 — май 1123) — князь Волынский (1100—1118). Сын князя Святополка Изяславича Киевского. Часть исследователей вслед за В. Н. Татищевым считает, что он был рожден от наложницы как и его брат Мстислав, часть — что его матерью была законная жена Святополка Изяславича.

## Биография
После решения Витичевского съезда князей о лишении Давыда Игоревича волынского удела за ослепление Василька Ростиславича Теребовльского в 1100 году стал наместником своего отца, великого князя Киевского, на Волыни. В 1102 году Святополк достиг соглашения с Владимиром Мономахом, тогда князем Переяславским, о переходе Ярослава в Новгород, а старшего сына Владимира Мстислава на Волынь, но новгородцы прислали великому князю Киевскому ответ «если у твоего сына две головы, присылай его к нам».

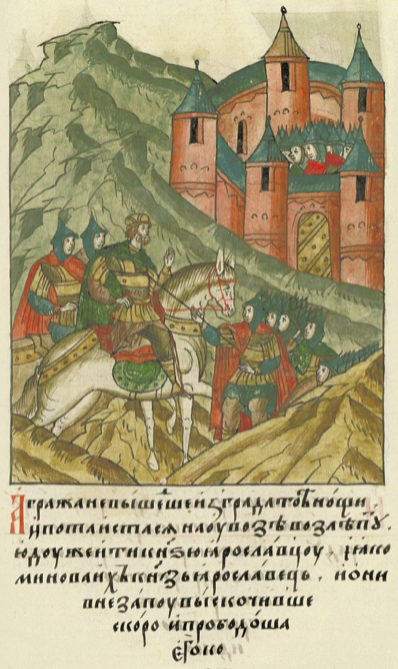
Ранение Ярослава

По смерти Святополка и вокняжении в Киеве Владимира Мономаха (1113) Ярослав 4 года продолжал править Волынью, но в 1117 году Владимир Мономах перевёл Мстислава Владимировича, к тому времени уже ставшего тестем Ярослава, из Новгорода в киевский Белгород, в чём историки видят вероятную причину конфликта между Ярославом и Мономахом, так как Ярослав опасался за свои наследственные права на Киев. Ярослав отослал свою жену Рогнеду Мстиславну (дочь Мстислава, внучка Владимира Мономаха) в Белгород и стал готовиться к борьбе. В 1118 году Мономах в союзе с Ростиславичами изгнал Ярослава из Владимира-Волынского, волынским князем стал Роман Владимирович, а после его смерти (1119) Андрей Владимирович Добрый. Ярослав пытался вернуть владения с помощью венгерских и польских войск, а также перешедших на его сторону Ростиславичей, но безуспешно. В 1123 году он погиб под стенами Владимира-Волынского от ран, нанесённых ему двумя польскими воинами во время осады.

## Семья и дети
1-я жена (с 1091) — дочь венгерского короля Ласло I Арпада.
2-я жена (с 1106) — Юдит-Мария (?), дочь польского князя Владислава I Германа.
3-я жена (с 1112) — Рогнеда Мстиславна, дочь князя Мстислава Великого (развод 1117—1118).
Дети:
- Вячеслав (ум. после 1127) — князь Клеческий[K 3].
- Юрий Ярославич (ум. 1167) — князь Туровский.
- Софья (ум. 1158) — замужем за Ростиславом Глебовичем, князем Минским[K 4].

Согласно гипотезе Н. А. Баумгартена его дочерью от Рогнеды Мстиславны была:
- Прибыслава — с ок. 1136 года замужем за западнопоморским князем Ратибором I.

## Комментарии
1. ↑  Согласно сфрагистической реконструкции В. Л. Янина. В этой части реконструкция критикуется А. В. Назаренко.
2. ↑  По сообщению Галла Анонима старшая из дочерей Владислава Германа была выдана замуж на Русь. Согласно гипотезе И. А. Линниченко, поддержанной О. Бальцером, ее мужем был Ярослав Святополчич. Часть исследователей сомневаются в справедливости данной гипотезы, полагая, что Ярослав женился только два раза. Одним из аргументов против является то, что Галл Аноним, записывая свой труд в 1112 году, не упомянул о смерти дочери Владислава[6][7].
3. ↑  Вячеслав Ярославич традиционно считается сыном Ярослава Святополчича, однако, по мнению А. В. Назаренко, 
он был сыном Ярослава Ярополчича[8].
4. ↑  София упоминается в летописном сообщении как «Софья Ярославна Ростиславляя Глебовича» без уточнения, дочерью какого Ярослава она была. Н. А. Баумгартен аргументировал, что на роль ее отца подходит только Ярослав Святополкович, но не все исследователи согласны, что это безоговорочно так[3][4].